# 羅西什基 (捷季耶夫區)
49°18′16″N 29°40′51″E / 49.30444°N 29.68083°E
羅西什基（烏克蘭語：Росішки）是位於烏克蘭北部的村莊，由基辅州白采爾克瓦區的泰蒂伊夫市鎮負責管轄。該村面積2.15平方公里，海拔高度198米，2001年人口523，人口密度每平方公里243.37人。